# ケープタウンオープンエデュケーション宣言
ケープタウンオープンエデュケーション宣言（ケープタウンオープンエデュケーションせんげん、英: Cape Town Open Education Declaration）は、オープンアクセス、オープンエデュケーションおよびオープン教育リソースに関する国際的な主要声明である。この宣言は、シャトルワース財団およびオープン・ソサエティ財団によってケープタウンにおいて2007年9月14日および15日に開催されたオープンエデュケーションに関する会議から生まれた。この会議の目的は「教育におけるオープンリソース、技術、および教育法の推進努力を加速すること」であった。宣言に署名した個人および団体は、「原則の声明、戦略の声明および誓約の声明」を共有する。
この宣言は2008年1月22日に公式に発表された。
2014年1月時点で、2,400人以上の個人および250の団体（ウィキメディア財団を含む）がこの宣言に署名している。